# Лука делла Роббіа
 Лука делла Роббіа (італ. Luca della Robbia1400 — 23 лютого 1481) — італійський скульптор доби Кватроченто.

## Життєпис. Ранні роки
Народився в місті Флоренція. Художнє ремесло опановував у майстерні Нанні ді Банко, готуючись до кар'єри ювеліра і скульптора. Є відомості, що навчання продовжив у Венеції, де теж були багаті традиції роботи з бронзою і коштовними металами. 1421 року повернувся до Флоренції, де зустрівся з Донателло і Філіппо Брунеллескі, творча манера яких еволюціонувала в бік давньоримської стилістики.

## Скульптури для собору
Як скульптор працював між 1432–1435 роками в соборі Санта Марія дель Фйоре, в якому створив мармурові рельєфи для балкону співаків зі сценами співу. Рельєфи викликали захоплення реалізмом і точно поміченими деталями. Праця для головного храму Флоренції продовжилась у 1437–1438 роках, коли він створив фігури семи вільних мистецтв для декору соборної дзвіниці.

## Звернення до керамічного виробництва
Арабомовні народи, що завоювали Іберійський півострів, принесли сюди і технологію виготовлення кольорового фаянсу. Відомим керамічним центром за часів маврів була Малага, де в XIII—XIV століттях і виготовили так звані альгамбрзькі вази. Пізніше найкращі майстерні були у Валенсії.  Італійські центри фаянсових виробів виникли саме через потужні спроби італійських ремісників скопіювати іспано-мавританські зразки. Серед уславлених керамічних центрів Італії — міста Дерута, Губбіо, майстерні Сицилії. Навіть саме слово «майоліка» походить від назви іспанського острову Майорка, центру перевалки посуду перед морським шляхом на Апеннінський півострів. Італійці швидко виробили свої зразки фаянсу і майоліки, як за формою, так і за сюжетами. Так іспано-мавританська кераміка стала витоком уславленого фаянсу доби Відродження в Італії.
1439 року — Лука делла Роббіа звернувся до створення керамічних виробів, декоративні якості яких підсилював кольоровими глазурами. Це дозволило значно збільшити продуктивність майстерні по створенню рельєфів, тло яких було синім, персонажі — білими, а гірлянди рам — в зелених, жовтих і коричневих тонах. Продукція майстерні відрізнялася різноманітністю. і поряд з численними зображеннями мадонн з янголами чи католицьких святих, виникають персонажі античною міфології («Трітон і німфа», Державний музей (Амстердам), розпочаті ще в мармурових рельєфах «Орфея і зачарованих музикою тварин»). Використання якісних і твердих після випалення глазурей обумовило широке використання творів керамічної майстерні Делла Роббіа на зовнішніх стінах флорентійських церков і каплиць.

## Три покоління делла Роббіа
Матеріальні прибутки зросли і дозволили братам Луці та Сімоне делла Роббіа придбати 31 серпня 1446 року будинок на околиці Флоренції, де обладнали нову керамічну майстерню. Тут працюватиме три покоління майстрів делла Роббіа, як по старим зразкам, так і по новим. Окрім Луки уславились також Джованні та племінник Андреа делла Роббіа. Майстри працювали як по замовленням, так і на продаж, що дозволило постачати рельєфи сакральної тематики як релігійним громадам, так і приватним особам в Італії та в інші країни.
Лука помер у поважному віці 81 року. Поховання відбулося в церкві Сан Пірс.

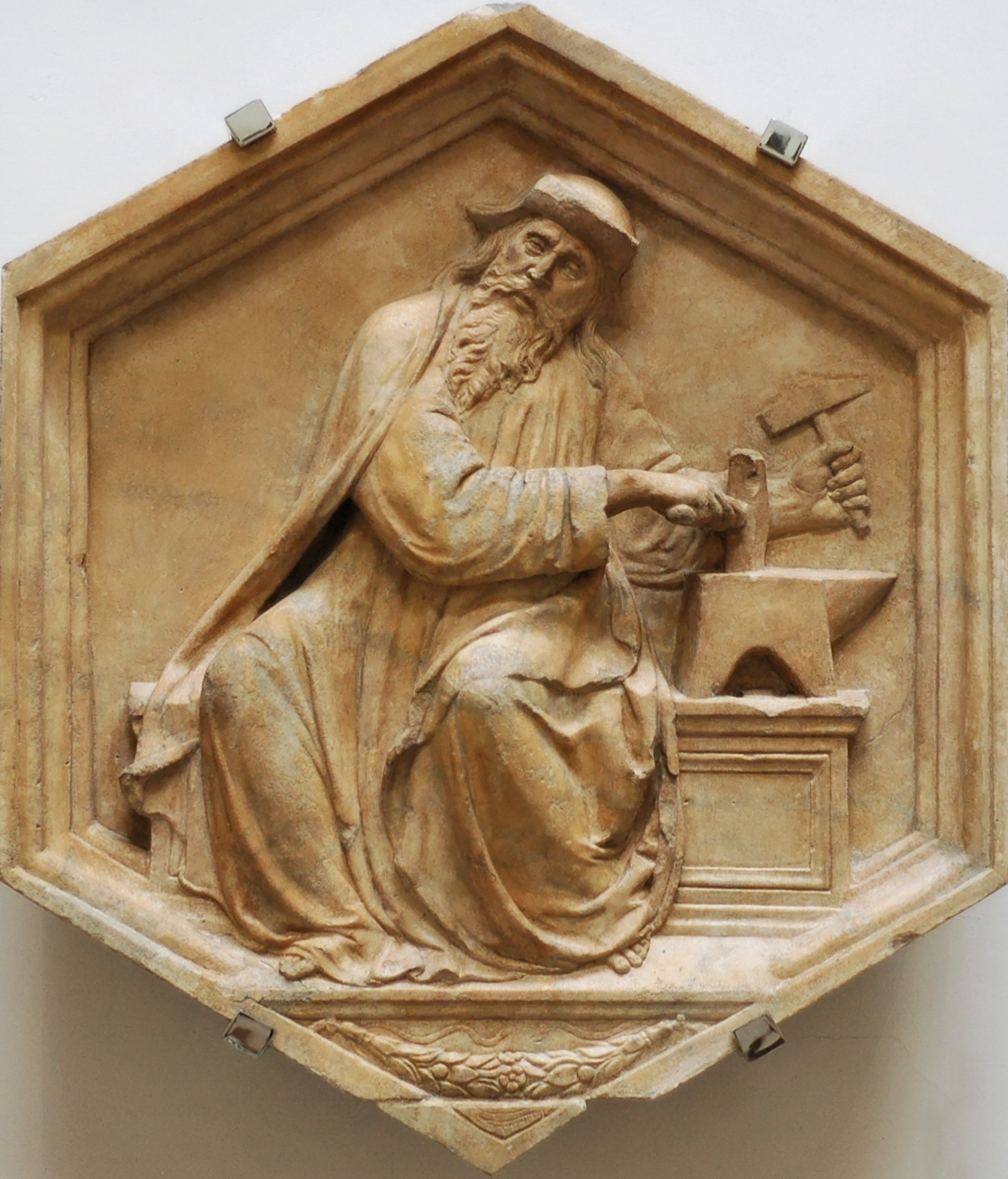
рельєф «Астролог»
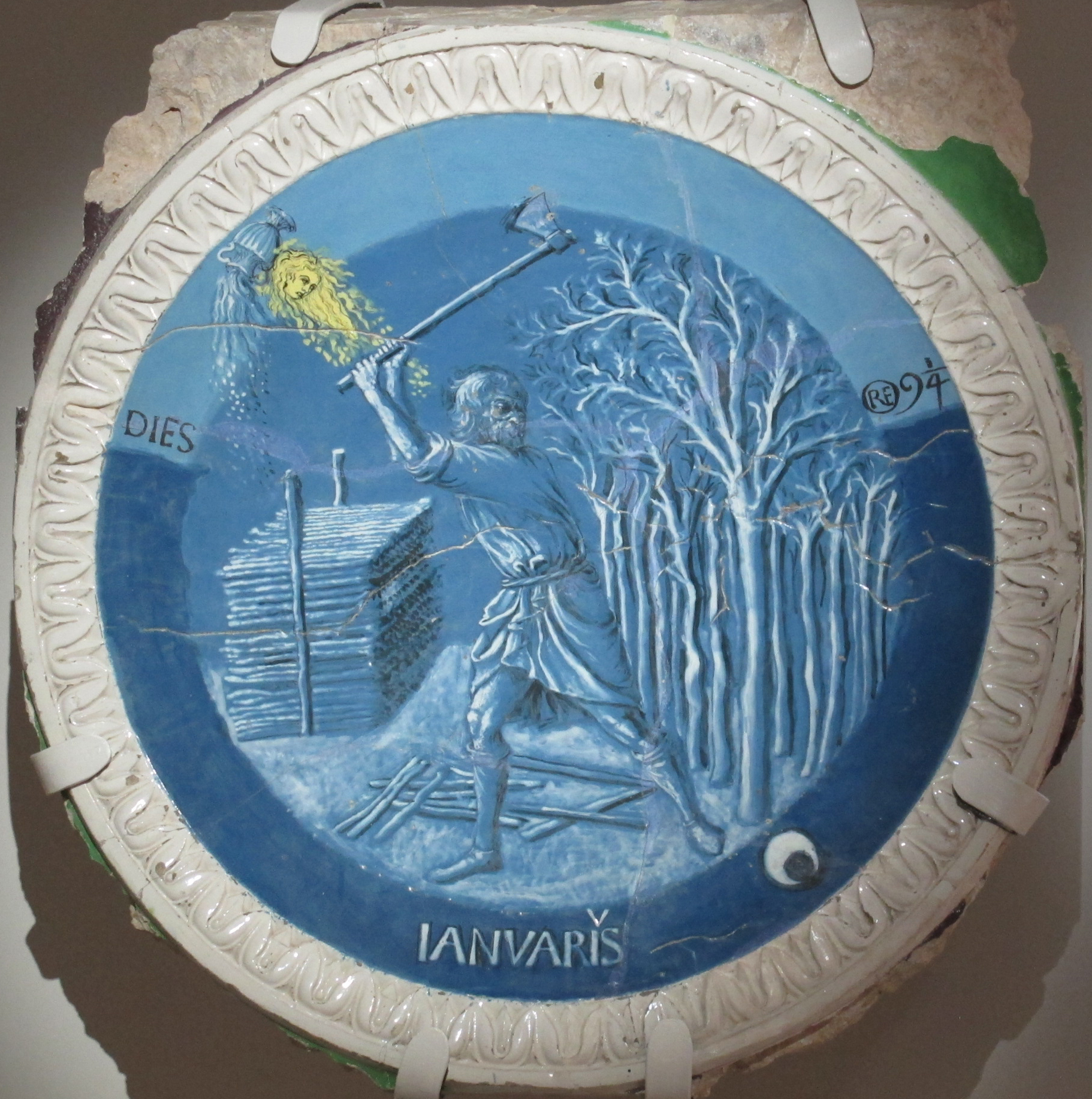
Лука делла Роббіа. «Алегорія Січня», уламок керамічного тондо, 1456 р.
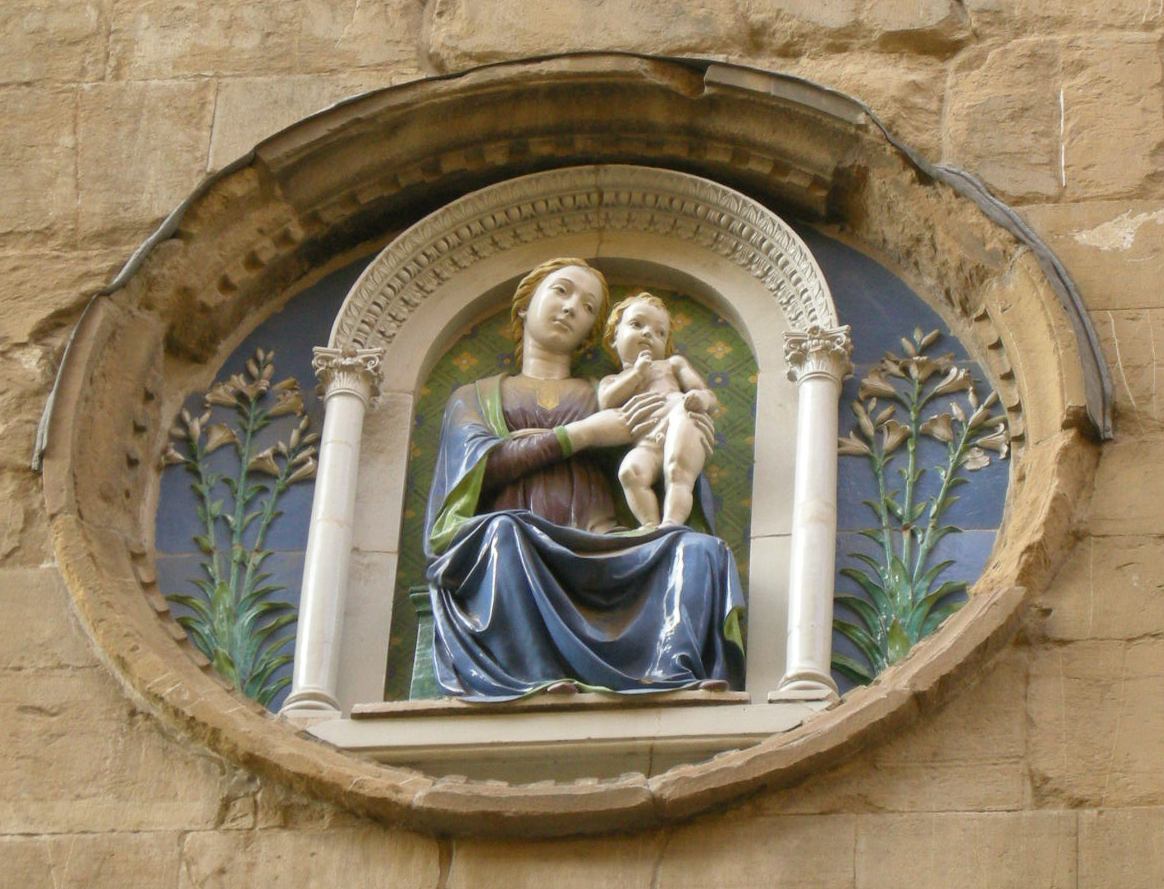
« Мадонна з немовлям», стіна Орсанмікеле, Флоренція
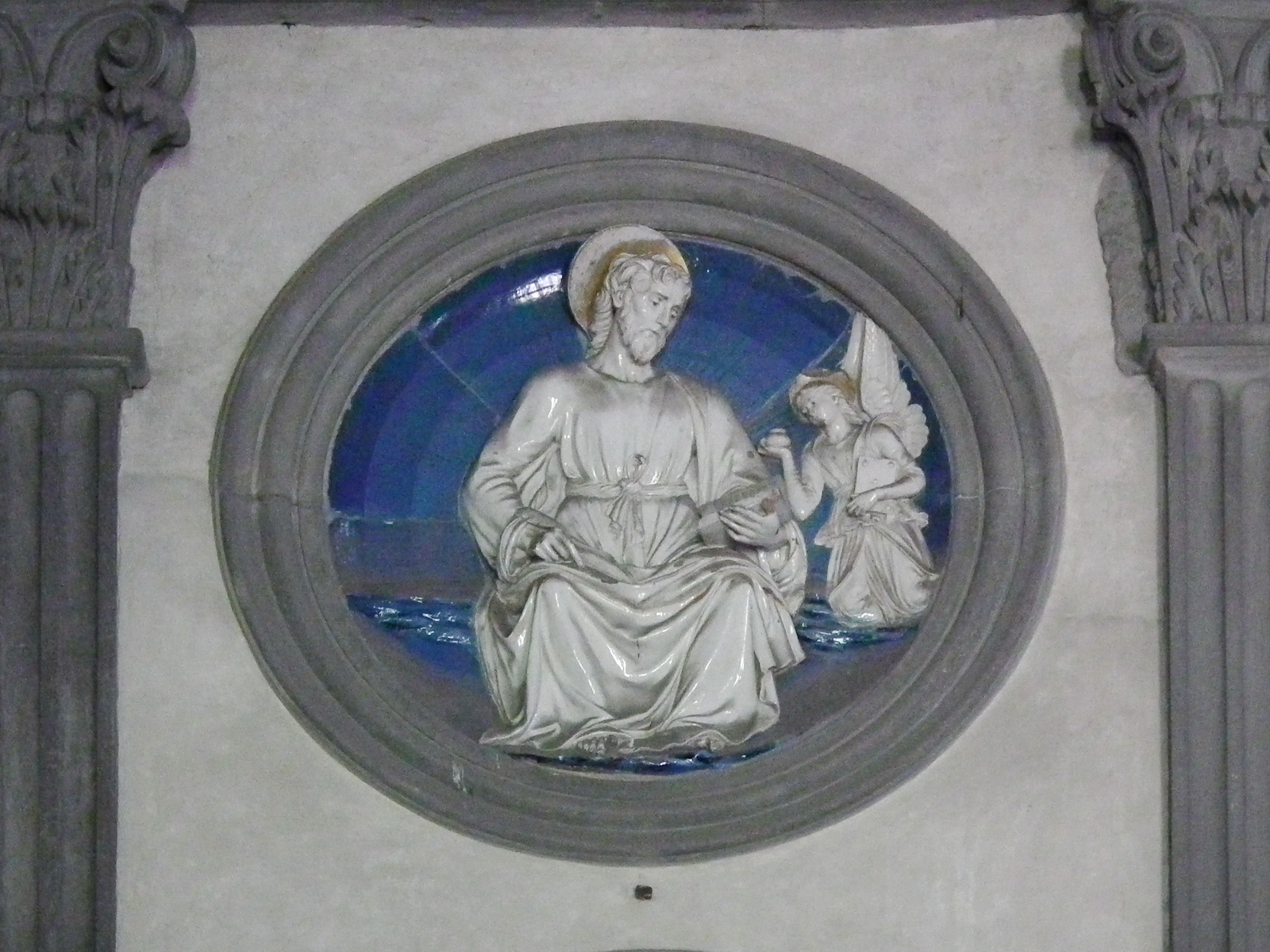
серія «Апостоли», «Еванлеліст Іван», кераміка, тондо, Санта Кроче (базиліка), Каплиця Пацці, Флоренція
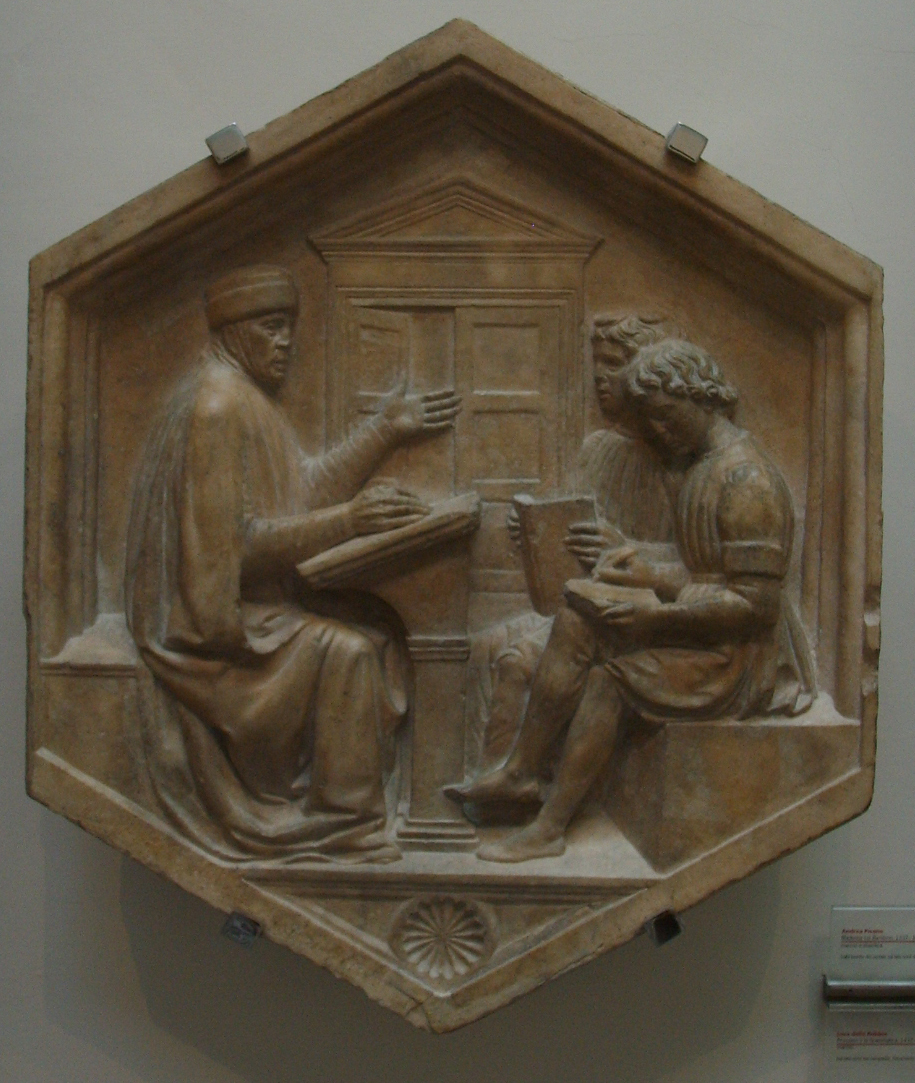
Алегорія Граматики, серія «Сім вільних мистецтв»

## Вибрані твори

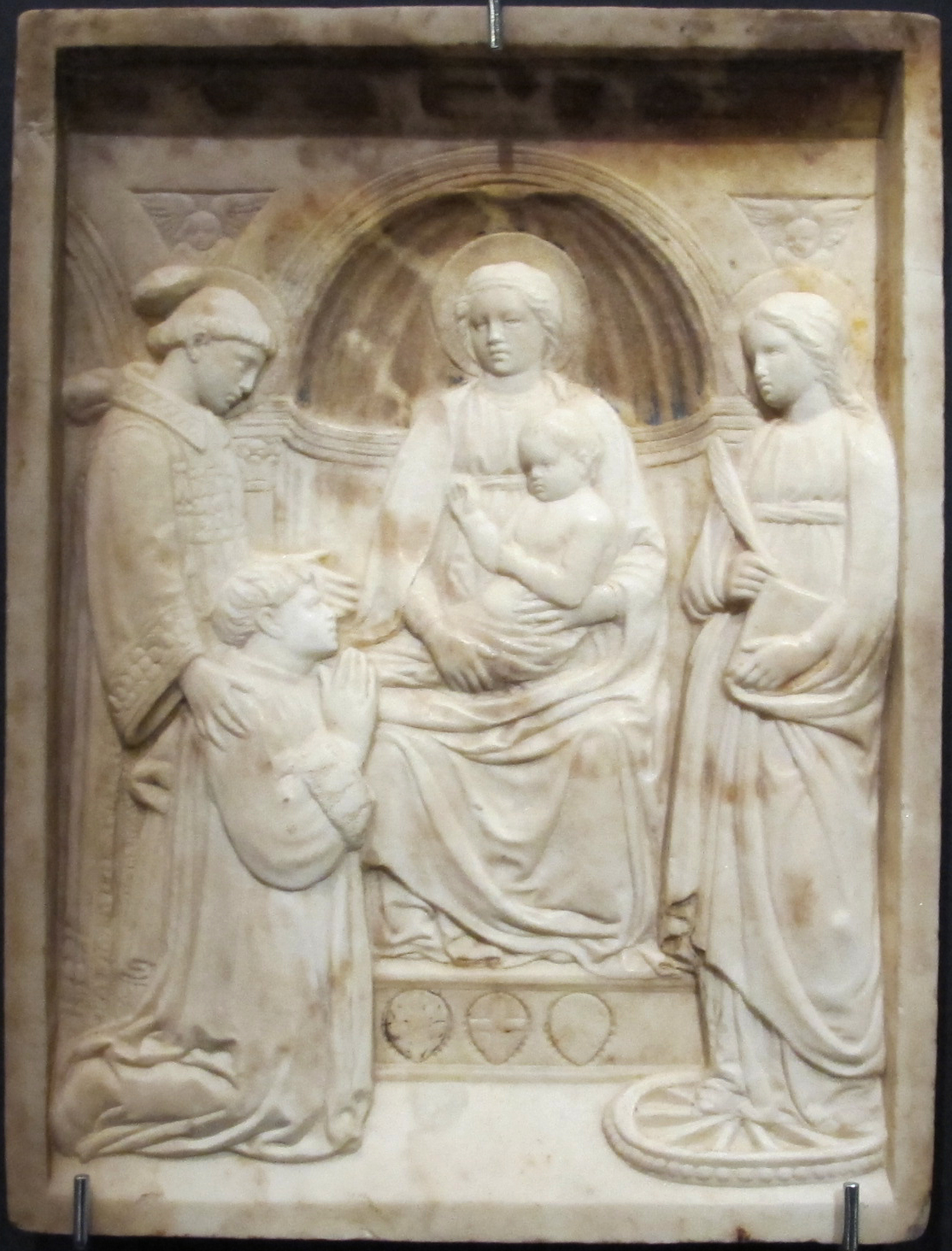
«Мадонна з немовлям і святими», мармуровий рельєф, приватна збірка

- «Мадонна з немовлям», Санта Фелічіта, сакристія, Флоренція
- «Поклоніння пастухів», кераміка, тондо, Музей Вікторії й Альберта, Лондон
- «Трітон і німфа», Державний музей (Амстердам)
- «Мадонна з немовлям», стіна Орсанмікеле, Флоренція
- Люнет «Мадонна з немовлям і двома янголами», Музей Боде, Берлін
- «Мадонна з немовлям», Ермітаж, Санкт-Петербург
- Рельєф «Благовіщення», теракота, Національний музей мистецтв імені Богдана та Варвари Ханенків, Київ
- Лука або Андреа делла Роббіа « Поклоніння немовляті Христу», Музей образотворчих мистецтв імені Пушкіна, Москва
- «Мадонна з немовлям і святими», мармуровий рельєф, приватна збірка
- серія «Апостоли», «Євангеліст Іван», кераміка, тондо, Санта Кроче (базиліка), Каплиця Пацці, Флоренція
- «Орфей і зачаровані музикою тварини», рельєф
- «П'єта», церква Санта Марія а Перетола, район Флоренції Перетола
- Рельєфи для «балкону співаків», Санта Марія дель Фйоре, Флоренція
- «Мадонна з немовлям», Оспедале делле Інноченті, Флоренція